# Arthur Ransome

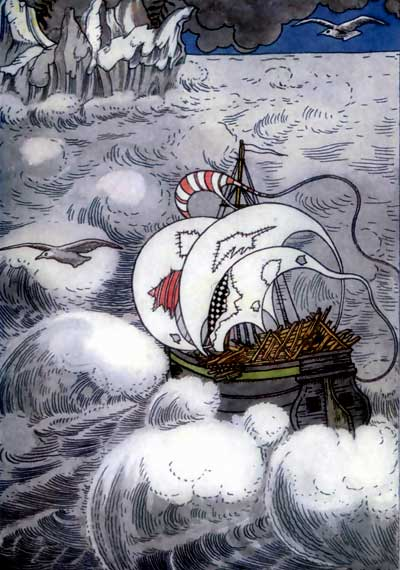
Ilustración del libro Old Peter´s Russian Tales.

Arthur Mitchell Ransome (Leeds, 18 de enero de 1884 - Gran Mánchester, 3 de junio de 1967) fue un periodista y escritor inglés. Es conocido por sus historias de Las Andorinas y Las Amazonas, una serie de libros para niños en que el autor cuenta las aventuras de vacaciones de los hermanos de dos familias, la mayoría de las cuales ocurren en el distrito de los Lagos y en Norfolk Broads en Inglaterra. Muchos libros se concentran en actividades como navegación, pesca y campismo.
Ransome estudió en los colegios Windermere y Rugby y después se dedicó a estudios de química, pero un aňo después los abandonó para emprender la carrera de escritor y se trasladó a Londres. Se casó con Ivy Constance Walker en 1909 y tuvieron una hija, Tabitha. En 1913 toda su familia se fue a Rusia para estudiar el folclore de este país. En 1916 Ransome publicó Old Peter´s Russian Tales (Cuentos Rusos de Viejo Pedro), una colección de 21 cuentos folclóricos de Rusia.
Durante la Primera Guerra Mundial trabajaba para el periódico Daily News e informó directamente sobre la situación en los campos de batalla y también sobre la Revolución Bolchevique de 1917. Conocía personalmente a los líderes de la revolución Vladimir Lenin y León Trotski. La secretaria de Trotski, Evgenia Petrovna Shelepina, se convirtió en su segunda esposa más tarde. Conocidas sus simpatías para la revolución rusa y tras protestar contra la intervención de los aliados resultó en una disputa abierta entre el escritor y el servicio secreto británico, MI5. Una vez fue interrogado y casi terminó en la cárcel. 
Después de regresar de Rusia, Ransome empezó a trabajar para el diario The Guardian de Mánchester. Tras divorciarse, se casó de nuevo con Evgenia Shelepina, quién llegó a Inglaterra para vivir con él. 
Ransome se radicó en el distrito de los Lagos, un área rural que se encuentra en el noroeste de Inglaterra. Tras rehusar el puesto de corresponsal permanente del Guardian, en 1929 escribió Las Andorinas y Las Amazonas, el primer libro de la serie, que le ganó fama y la reputación de uno de los mejores escritores ingleses de literatura para niňos. Los libros de toda la serie están basados en las aventuras de los hermanos Walker: John, Susan, Roger y Titty (las Andorinas) y las hermanas Blackett: Nancy y Peggy (las Amazonas).
Aunque el autor incluía muchos lugares reales del distrito, también inventaba su propia geografía y en todos sus libros se mezclan sus recuerdos con sus fantasías y la realidad de esos tiempos. Su afición por la navegación es reflejada en casi todos los libros: Andorinas y Amazonas poseen un barco de vela, con que navegan por los lagos y descubren tierras nuevas. Para que pudiera escribir sobre una travesía del Mar del Norte, el autor emprendió un viaje a Flesinga. La aventura We did not mean to go to the sea (No intentabamos ir al mar), en que se los hermanos Walker se encuentran por accidente en el Mar del Norte sin la menor posibilidad de regresar, pertenece a los mejores libros de toda la serie.

## Referencias
